# Hajé Schartman
Herman-Joseph (Hajé) Schartman (Delden, 13 januari 1937 – Nootdorp, 7 april 2008) was een Nederlands winkelier en politicus. Hij maakte deel uit van de Tweede Kamer der Staten-Generaal en was burgemeester van Nootdorp. Schartman was lid van achtereenvolgens de Katholieke Volkspartij (KVP) en het Christen-Democratisch Appèl (CDA).
Hij groeide op in Delden in een middenstandsmilieu. Schartman was eigenaar van een winkel in baby- en kinderkleren. In zijn geboorteplaats was hij acht jaar lid van de gemeenteraad. Van 1981 tot 1992 was hij lid van de Tweede Kamer. Als Kamerlid werd hij bekend door zijn verzet tegen verruiming van de Winkelsluitingswet. Ook speelde hij een rol van betekenis bij de vernieuwing van de Accountantswet.
Vervolgens was hij tot 2002 burgemeester van Nootdorp. Schartman speelde een belangrijke rol bij de fusie van de gemeente Nootdorp met Pijnacker. Nadat hij zijn post in Nootdorp had verlaten was hij nog een jaar waarnemend burgemeester van Maasland.
Hij wist de landelijke pers te halen met zijn opmerking waarom men van vuilnisbelten geen skiheuvels maakte. Zijn suggestie werd lachend weggewuifd maar later bleek hij een voorspellende geest te hebben gehad toen veel vuilnisbelten daadwerkelijk als zodanig werden omgevormd.
Hajé Schartman overleed op 71-jarige leeftijd.
- Biografisch Portaal: 59949868
- Parlement.com: vg09lln395zd